# مقاطعة بريكينريج (كنتاكي)
مقاطعة بريكينريج (بالإنجليزية: Breckinridge County)‏ هي إحدى المقاطعات في ولاية كنتاكي في الولايات المتحدة الأمريكية.

## أعلام
- جوزيف هولت